# 1933-as Le Mans-i 24 órás verseny
A 11. Le Mans-i 24 órás versenyt 1933. június 17-én rendezték meg.

## Végeredmény
|    | Kategória | #  | Csapat                           | Versenyzők                          | Modell                     | Motor                           | Körök |
| -- | --------- | -- | -------------------------------- | ----------------------------------- | -------------------------- | ------------------------------- | ----- |
| 1  | 3.0       | 11 | Soc. Anon. Alfa Romeo            | Raymond Sommer Tazio Nuvolari       | Alfa Romeo 8C 2300MM       | Alfa Romeo 2.3L Supercharged I8 | 233   |
| 2  | 3.0       | 8  | Soc. Anon. Alfa Romeo            | Luigi Chinetti Philippe de Gunsburg | Alfa Romeo 8C 2300         | Alfa Romeo 2.3L Supercharged I8 | 233   |
| 3  | 3.0       | 12 | Arthur W. Fox                    | Brian E. Lewis Tim Rose-Richards    | Alfa Romeo 8C 2300         | Alfa Romeo 2.3L Supercharged I8 | 225   |
| 4  | 1.1       | 30 | Riley                            | Alex van der Becke Kenneth Peacock  | Riley Nine Brooklands      | Riley 1.1L I4                   | 191   |
| 5  | 1.5       | 25 | Aston Martin Ltd.                | Pat Driscoll Clifton Penn-Hughes    | Aston Martin 1½ Le Mans    | Aston Martin 1.5L I4            | 188   |
| 6  | 750       | 41 | John Ludovic Ford                | John Ludovic Ford Maurice Baumer    | MG J4C Midget              | MG 0.7L Supercharged I4         | 176   |
| 7  | 1.5       | 24 | Aston Martin Ltd.                | A.C. Bertelli Sammy Davis           | Aston Martin 1½ Le Mans    | Aston Martin 1.5L I4            | 174   |
| 8  | 2.0       | 21 | André Rousseau                   | André Rousseau Francois Paco        | Alfa Romeo 6C 1750GS Coupe | Alfa Romeo 1.7L Supercharged I6 | 167   |
| 9  | 1.1       | 35 | Tracta                           | Félix Quinault Pierre Padrault      | Tracta                     | Tracta 1.0L I4                  | 161   |
| 10 | 1.1       | 28 | Just-Emile Vernet Fernand Vallon | Just-Emile Vernet Fernand Vallon    | Salmson GS                 | Salmson 1.1L I4                 | 159   |
| 11 | 1.1       | 32 | Alin Fréres                      | Adrien Alin Albert Alin             | B.N.C.                     | B.N.C. 1.1L I4                  | 151   |
| 12 | 1.1       | 34 | Henri de Gavardie                | Jean de Gavardie Henri de Gavardie  | Amilcar C6                 | Amilcar 1.1L I4                 | 148   |
| 13 | 1.1       | 37 | Singer                           | Frank Stanley Barnes Alf Langley    | Singer Nine Sports         | Singer 1.0L I4                  | 140   |

## Kizárva
|    | Kategória | # | Csapat                     | Versenyzők                                 | Modell              | Motor                           | Körök |
| -- | --------- | - | -------------------------- | ------------------------------------------ | ------------------- | ------------------------------- | ----- |
| 14 | 8.0       | 2 | Prince Nicolas de Roumanie | Prince Nicolas de Roumanie Joseph Cattaneo | Duesenberg Model SJ | Duesenberg 6.9L Supercharged I8 | ?     |

## Nem értékelhető
|    | Kategória | #  | Csapat                         | Versenyzők                   | Modell                | Motor            | Körök |
| -- | --------- | -- | ------------------------------ | ---------------------------- | --------------------- | ---------------- | ----- |
| 15 | 2.0       | 19 | Société des Autombiles Charley | Gaston Mottet André Marandet | S.A.R.A. SP7 Spéciale | S.A.R.A. 1.8L I4 | ?     |

## Nem ért célba
|    | Kategória | #  | Csapat                      | Versenyzők                                 | Modell                       | Motor                           | Körök |
| -- | --------- | -- | --------------------------- | ------------------------------------------ | ---------------------------- | ------------------------------- | ----- |
| 16 | 3.0       | 15 | Capt. G.E.T. Eyston         | Louis Chiron Franco Cortese                | Alfa Romeo 8C 2300MM         | Alfa Romeo 2.3L Supercharged I8 | 177   |
| 17 | 750       | 38 | Norman Black                | Norman Black Ron Gibson                    | MG J4 Midget                 | MG 0.7L Supercharged I4         | 125   |
| 18 | 2.0       | 20 | Mme. Odette Siko            | Odette Siko Louis Charaval                 | Alfa Romeo 6C 1750           | Alfa Romeo 1.9L Supercharged I6 | 120   |
| 19 | 5.0       | 3  | Guy Bouriat                 | Marie Desprez Pierre Brussienne            | Bugatti Type 50S             | Bugatti 5.0L Supercharged I8    | 119   |
| 20 | 5.0       | 6  | Roger Labric                | Roger Labric Guy Daniel                    | La Lorraine B3-6             | La Lorraine 3.4L I6             | 105   |
| 21 | 1.5       | 26 | Aston Martin Ltd.           | Mortimer Morris-Goodall Elsie Wisdom       | Aston Martin 1½ Le Mans      | Aston Martin 1.5L I4            | 84    |
| 22 | 750       | 42 | H.Bridgman Metchim          | H. Bridgman Metchim C.H. Masters           | Austin 7                     | Austin Motor Company 0.7L I4    | 78    |
| 23 | 3.0       | 10 | Mme. Heldé                  | Guy Moll Guy Cloitre                       | Alfa Romeo 8C 2300           | Alfa Romeo 2.3L Supercharged I8 | 77    |
| 24 | 1.5       | 23 | Count Stanislaus Czaykowski | Count Stanislaus Czaykowski Jean Gaupillat | Bugatti Type 51A             | Bugatti 1.5L Supercharged I8    | 52    |
| 25 | 1.5       | 27 | Salmson                     | Charles Duruy Jean Danne                   | Rally NCP                    | Rally 1.3L Supercharged I4      | 39    |
| 26 | 5.0       | 5  | Louis Gas Jean Trévoux      | Louis Gas Jean Trévoux                     | Bentley Blower C             | Bentley 4.4L Supercharged I6    | 25    |
| 27 | 1.1       | 31 | Jean Sébilleau              | Jean Sébilleau Georges Delaroche           | Riley Nine Brooklands        | Riley 1.1L I4                   | 20    |
| 28 | 1.1       | 36 | Charles Auguste Martin      | Charles Auguste Martin Auguste Bodoignet   | Amilcar CG "Spéciale Martin" | Amilcar 1.0L I4                 | 13    |
| 29 | 1.1       | 33 | Lucien Buquet               | Lucien Buquet Bernard Clouet               | Amilcar C6                   | Amilcar 1.1L I4                 | 13    |